# Xylopia pynaertii
Xylopia pynaertii este o specie de plante angiosperme din genul Xylopia, familia Annonaceae, descrisă de De Wild.. Conform Catalogue of Life specia Xylopia pynaertii nu are subspecii cunoscute.